# Challenger de Lošinj 2021
El torneo Lošinj Open 2021 fue un torneo de tenis perteneciente al ATP Challenger Tour 2021 en la categoría Challenger 80. Se trató de la 1.ª edición, el torneo tuvo lugar en la ciudad de Lošinj (Croacia), desde el 18 hasta el 24 de octubre de 2021 sobre pista de tierra batida.

## Jugadores participantes del cuadro de individuales
| Favorito | País                    | Jugador              | Rank1 | Posición en el torneo |
| -------- | ----------------------- | -------------------- | ----- | --------------------- |
| 1        | Bandera de Italia       | Marco Cecchinato     | 82    | FINAL                 |
| 2        | Bandera de España       | Carlos Taberner      | 116   | CAMPEÓN               |
| 3        | Bandera de Eslovaquia   | Andrej Martin        | 120   | Segunda ronda         |
| 4        | Bandera de Serbia       | Nikola Milojević     | 136   | Primera ronda         |
| 5        | Bandera de Eslovenia    | Blaž Rola            | 177   | Primera ronda         |
| 6        | Bandera de Italia       | Alessandro Giannessi | 185   | Semifinales           |
| 7        | Bandera del Reino Unido | Jay Clarke           | 195   | Primera ronda         |
| 8        | Bandera de Francia      | Mathias Bourgue      | 201   | Cuartos de final      |

- 1 Se ha tomado en cuenta el ranking del 4 de octubre de 2021.

### Otros participantes
Los siguientes jugadores recibieron una invitación (wild card), por lo tanto ingresan directamente al cuadro principal (WC):
- Victor Vlad Cornea
- Anthony Genov
- Mili Poljičak

Los siguientes jugadores ingresan al cuadro principal tras disputar el cuadro clasificatorio (Q):
- Nicolás Álvarez Varona
- Arjun Kadhe
- Georgii Kravchenko
- Filip Misolic

## Campeones

### Individual Masculino
- Carlos Taberner derrotó en la final a  Marco Cecchinato, Walkover

### Dobles Masculino
- Andrej Martin /  Tristan-Samuel Weissborn derrotaron en la final a  Victor Vlad Cornea /  Ergi Kırkın, 6–1, 7–6(5)